# Messier 16
Messier 16 (M 16 / NGC 6611 / Col 375) este un obiect ceresc care face parte din Catalogul Messier, întocmit de astronomul francez Charles Messier. Este situat la 1.719 pc (∼5 610 a.l.) de Terra, în coada Șarpelui, fiind un roi deschis de stele, înconjurat de o nebuloasă: nebuloasa Acvila.

## Istorie
Roiul deschis a fost descoperit de către Jean-Philippe de Chéseaux în 1746, dar Charles Messier nu l-a adăugat în catalogul său decât în 1764, dată la care el a descoperit și nebuloasa  în care se scaldă roiul. William și Caroline Herschel nedescoperind imediat dubla natură a acestui obiect, cataloagele anglo-saxone i-au dat roiului referința NGC 6611 și abia în 1908 nebuloasa a primit referința IC 4703.
Prima fotografie a nebuloasei, luată de E. E. Barnard, datează din 1895. Mai recent, imaginile obținute de Telescopul spațial Hubble, în 1995, arată că nebuloasa Acvila este o pepinieră de stele, în termeni mai științifici o regiune H II; aceste imagini spectaculoase, luate de telescopul spațial, vor rămâne printre cele mai mediatizate și vor marca începutul unei mari serii.

## Caracteristici
Roiul este constituit din stele tinere albastre de tip O și B care au luat naștere din nebuloasa Acvila și care ionizează gazul acestei nebuloase și care îi dă o tentă caracteristică vizibilă în marile telescoape. Există stele care sunt, de altfel, în curs de formare. Regiunea centrală a nebuloasei arată o frumoasă arhitectură în formă de stâlpi, denumiți Stâlpii creației (în engleză Pillars of Creation, iar în franceză Piliers de la création), după redescoperirea lor de către telescopul spațial; în acești stâlpi de gaz de ordinul a trei ani-lumină lungime iau naștere stelele din roi, de unde și numele lor. M16 se află la distanța de la 5.500 până la 7.000 de ani-lumină de Terra, în funcție de surse.

## Observare
Cu binoclul, se pot vedea nebuloasa sub forma unei pete difuze și vreo zece stele din roi. Un telescop de 200 mm diametru echipat cu un filtru interferențial permite să se vadă cu mai multă ușurință contururile nebuloasei. Cât despre stâlpi, magnifici pe fotografiile luate de marile telescoapre. ei rămân greu accesibili în instrumentele de amatori, în afară de imagistică.

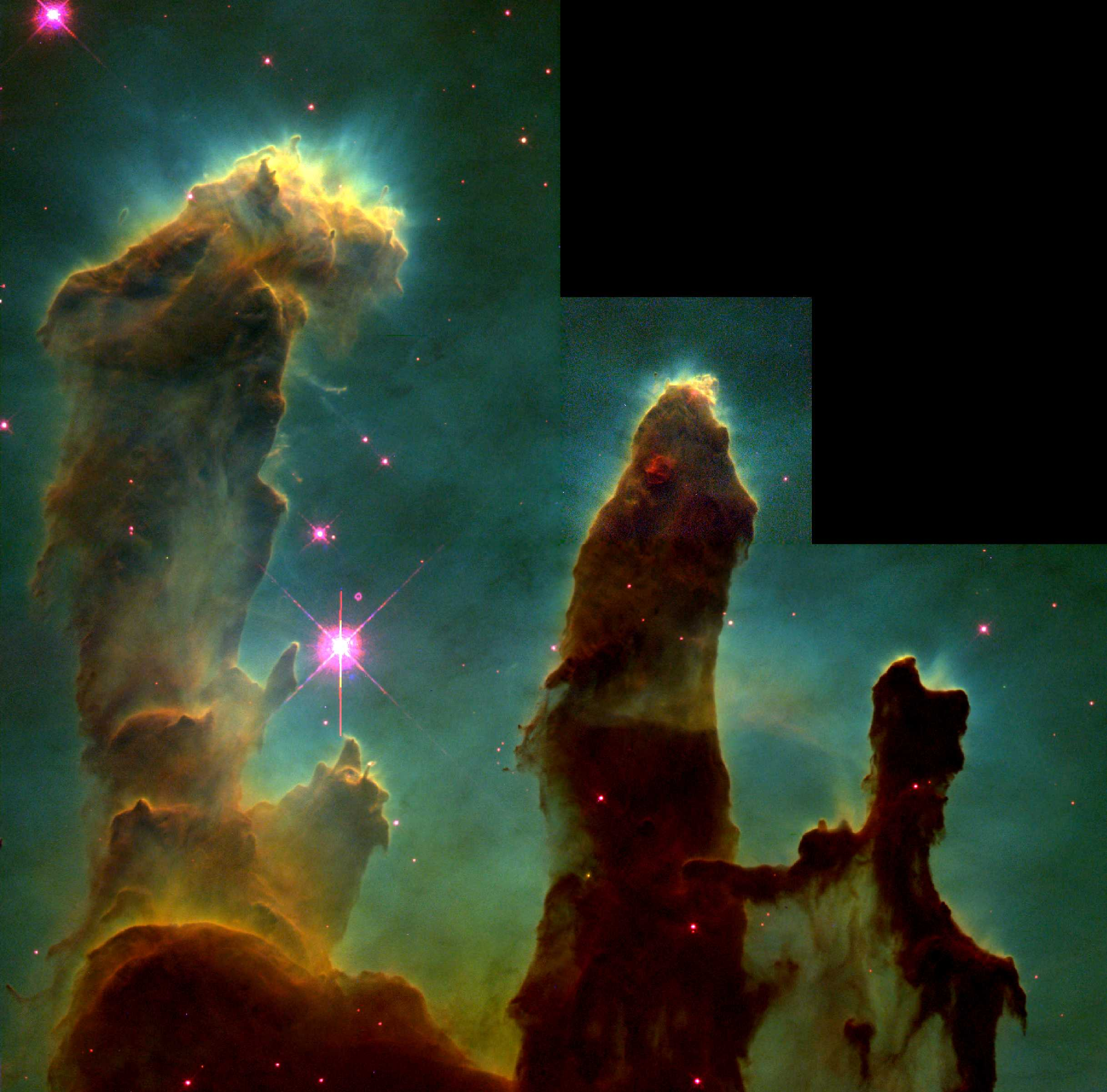
Cei trei stâlpi ai creației văzuț de HST (1995)
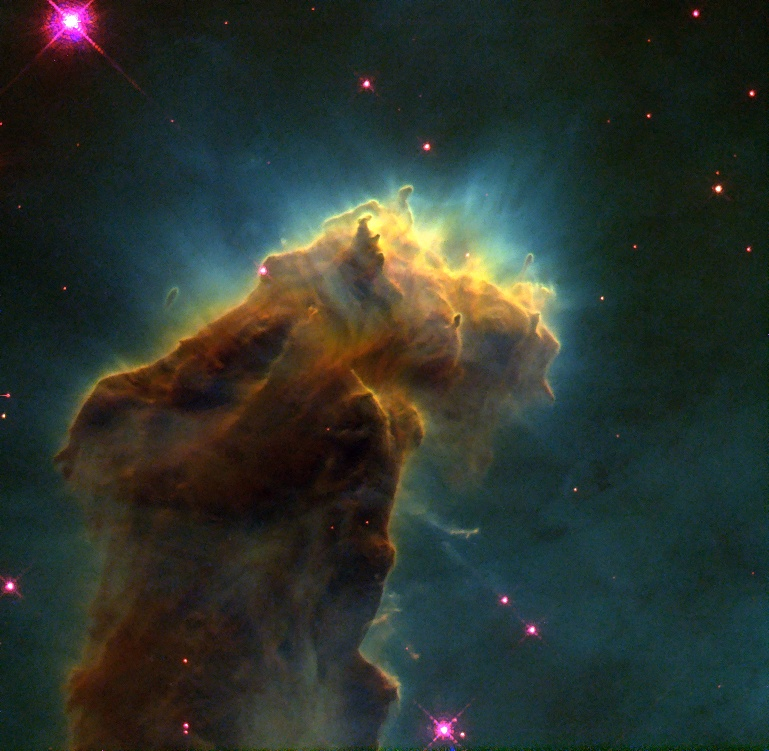
Detaliu al stâlpului nordic (1995)
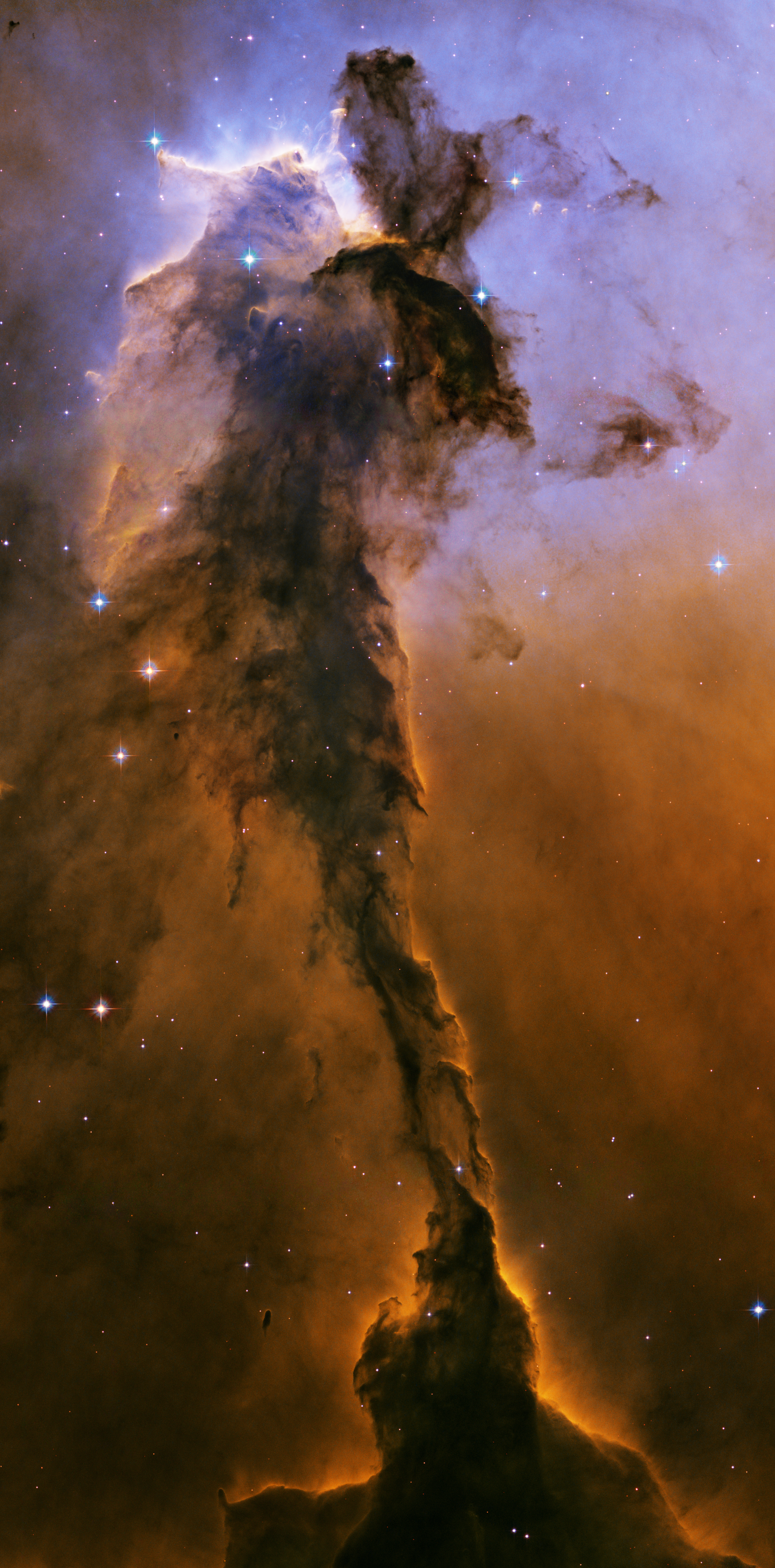
Imaginea unui alt stâlp, situat mai la est, luată cu ocazia celei de-a 15-a aniversări a HST (2005).